# Pungitius pungitius
El espinoso de nueve espinas (Pungitius pungitius) es una especie de pez de agua dulce y marino de la familia gasterosteidos, distribuida por los mares que circundan al océano Ártico y en los ríos que drenan sus aguas a sus costas.

## Interés para el hombre
Sólo tiene interés en la pesquería de subsistencia, aunque tiene cierto interés comercial para su uso en acuariología; en los sitios que abunda es capturado para alimentación de perros o como fuente de aceite de pescado.

## Anatomía
La longitud máxima descrita es de unos 6'5 cm, aunque se han descrito capturas de hasta 9 cm. En la aleta dorsal tiene de 6 a 12 espinas y de 9 a 13 radios blandos, en la aleta anal una espina recia y curva y entre 8 y 13 radios blandos, teniendo delante de la aleta dorsal de 7 a 12 espinas libres cada una de ellas con una membrana rudimentaria en su parte posterior; el borde posterior de las aletas pectorales es redondeado mientras que la aleta caudal normalmente es truncada variando entre indentada a ligeramente redondeada.
El color del cuerpo es verde pálido a gris en su parte superior fuertemente pigmentado con barras o manchas oscuras, mientras que por debajo es de color plateado. Las aletas son sin color. Durante el apareamiento el color puede ser muy variable, dependiendo del sexo, aunque el color de las hembras siempre es menos intenso que el de los machos. Cuando se vuelven agresivos tomas coloraciones más oscuras, casi negros los machos, excepto por sus aletas que siguen siendo blancas.

## Hábitat y biología
Cuando viven en el mar son bentopelágicos a una profundidad normalmente entre 70 y 77 metros, teniendo un comportamiento anádromo penetrando en los estuarios y remontando los ríos para reproducirse. Prefieren las aguas frías entre 10 y 20 °C, lo que debe tenerse en cuenta para su mantenimiento en acuario.
Cuando habita en agua dulce prefiere los lagos y charcas con abundante vegetación y de aguas lentas, a veces en fondos de arena.
Se alimenta de pequeños invertebrados de todo tipo, también de insectos acuáticos y de sus huevos y larvas.
Los huevos los depositan en nidos que fabrican con materiales vegetales. Una vez que nacen, las hembras crecen más rápido y se desarrollan antes que los machos, los cuales rara vez viven más de tres años de edad debido a una fuerte mortalidad infantil pero las hembras suelen vivir 5 o más años.